# Shuimogou

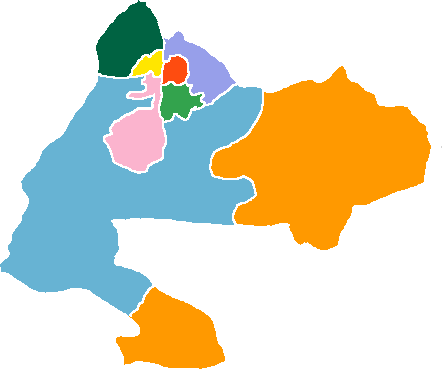
Lage von Shuimogou im Gebiet der Stadt Ürümqi

Shuimogou (chinesisch 水磨沟区, Pinyin Shuǐmògōu Qū; uigurisch شۇيموگۇ رايونى Xuymogu Rayoni) ist ein Stadtbezirk der bezirksfreien Stadt Ürümqi im Uigurischen Autonomen Gebiet Xinjiang der Volksrepublik China. Er hat eine Fläche von 277,6 km² und zählt 390.943 Einwohner (Stand: Zensus 2010).

## Administrative Gliederung
Shuimogou setzt sich auf Gemeindeebene aus 14 Straßenvierteln zusammen. Diese sind:
- Straßenviertel Badaowan (八道湾街道)
- Straßenviertel Liudaowan (六道湾街道)
- Straßenviertel Nanhu Beilu (南湖北路街道)
- Straßenviertel Nanhu Nanlu (南湖南路街道)
- Straßenviertel Qidaowan (七道湾街道)
- Straßenviertel Shuimogou (水磨沟街道)
- Straßenviertel Weihuliang (苇湖梁街道)
- Straßenviertel Xinminlu (新民路街道)
- Straßenviertel Yushugou (榆树沟街道)
- Straßenviertel Shirenzi (石人子沟街道)
- Straßenviertel Shuitashan (水塔山街道)
- Straßenviertel Huaguangjie (华光街街道)
- Straßenviertel Longshengjie (龙盛街街道)
- Straßenviertel Zhenanjie (振安街街道)